# Ballet Nacional de España

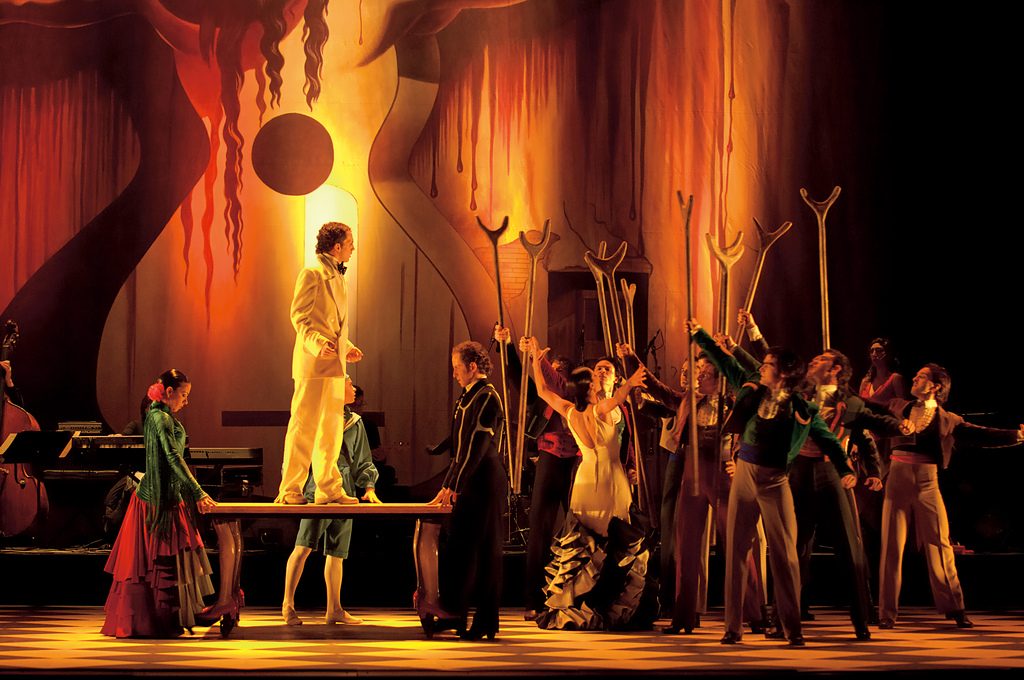
Aufführung des Ballet Nacional im März 2006

Das Ballet Nacional de España widmet sich der Tradition des spanischen Tanzes und seiner Weiterentwicklung.
Seit 1978 spielt es eine maßgebliche Rolle in der Kultur des spanischen Tanzes, namentlich des Flamenco und des Bolero. Für viele erstklassige Tänzerinnen, Tänzer, Choreografinnen und Choreografen war es eine entscheidende Station in ihrer Karriere und Fortbildung, darunter Farruco, Mario Maya, El Güito, Antonio Gades, Javier Barón, Antonio Canales, Javier Latorre, Joaquín Cortés, Antonio Márquez und Aída Gómez. Jungen Choreografinnen und Choreografen bietet es die Chance, ihre Ideen mit einer exzellenten Kompanie zu verwirklichen.

## Organisation
Die Kompanie bestand im Mai 2016 aus 35 Tänzerinnen und Tänzern, begleitet von einer Sängerin, einem Sänger und sechs Musikern. Geführt wurde es bis August 2019 von seinem Direktor, Antonio Najarro, und seitdem von seinem Nachfolger Rubén Olmo. Ein Stab von Repetitorinnen und Repetitoren, Ballettmeisterinnen und Ballettmeistern und eine Tanzinstruktorin stützen die Arbeit der Kompanie. Knapp 40 Beschäftigte arbeiten unter anderem in der Technik, der Verwaltung oder helfen und lindern durch Massage und Physiotherapie.
Das Ballett untersteht disziplinarisch dem Instituto Nacional des las Artes Escénicas y de la Música (INAEM), einer Behörde des spanischen Ministeriums für Erziehung, Kultur und Sport.

## Geschichte

### Die Anfänge
Kraft eines Erlasses der Dirección General de Teatro y Espectáculos beim spanischen Kulturministerium wurde im Januar 1978 das Ballet Nacional Español gegründet. Als erster Leiter wurde Antonio Gades berufen. Das Erdgeschoss der Estudios de Amor de Dios im madrilenischen Barrio de Antón Martín wurde dem Ballett als Räumlichkeit zur Verfügung gestellt.
Unter kargen Rahmenbedingungen machte Antonio Gades sich an die Arbeit. Er inszenierte einige Aufführungen am Teatro de la Zarzuela, engagierte 36 Tänzerinnen und Tänzer und berief Aurora Pons, Paco Fernández, und María Magdalena als Ballettmeisterinnen und -meister. Im Juni 1979 fand die offizielle große Premiere am Teatro Principal in Valencia statt. Antonio Gades bewegte hoch angesehene spanische Choreografinnen und Choreografen dazu, ein Repertoire für die Kompanie zu schaffen. Es entstanden Choreografien von Antonio Ruiz Soler, Mariemma, Rafael Aguilar und Pilar López. Gades selbst trug mit dem Stück Bodas de sangre dazu bei. Hinzu kamen die klassischen Palos des Flamenco: Bulería, Farruca, Seguiriya, Soleá und Soleá por Bulerías, Martinete, Rumba, Guajira, Cantiña und Zapateado, getanzt von erstklassigen Tänzerinnen und Tänzern wie Cristina Hoyos, El Güito und Manolete.
Rasch stellten sich erste Erfolge ein. Das Ballet Nacional Español trat in Kuba auf, beim Festival von Spoleto und in Verona. Dennoch kam es zu Spannungen zwischen Antonio Gades und seinen politischen Vorgesetzten, so dass der Kulturminister Ricardo de la Cierva ihn im März 1980 absetzte.
Sein Nachfolger wurde Antonio Ruiz Soler. Er erneuerte und vergrößerte die Kompanie. Cristina Hoyos, El Güito und Manolete blieben ihr erhalten, als weitere berühmte Tänzerinnen kamen Manuela Vargas und Merche Esmeralda hinzu. Des Weiteren stießen Javier Barón, Felipe Sánchez, Javier Latorre, Lola Greco, Maribel Gallardo und Aída Gómez zum Ballet Nacional. Sie machten sich wenige Zeit später einen Namen.
Antonio Ruiz Soler schuf ein neues Repertoire; dafür stützte er sich weitgehend auf eigene Arbeiten. So schuf er Choreografien zu Musik von Enrique Granados, Manuel de Falla, Antonio Soler, Pablo Sarasate und Manuel de Falla. José Antonio, Rafael Aguilar, Vicente Nebrada und Luisillo trugen mit weiteren Choreografien zum Programm bei. Auch der Flamenco fand seinen Platz in diesem neuen Repertoire. Manuela Vargas zeigte eine Caña, und Antonio Ruiz Soler selbst inszenierte 1980 Flamenco, eine große Darbietung mit Alegrías, Soleares, Mirabrás, Seguiriyas und Tanguillos. Er entwarf eine Choreografie für Tardes de la Alameda von Carlos Suriñac, kam jedoch nicht mehr dazu, sie auf die Bühne zu bringen, weil er 1983 als künstlerischer Leiter abgesetzt wurde.

### Künstlerische Erfolge – und eine missglückte Fusion
Mit seinem Ausscheiden wurde das Ballet Nacional Español mit dem Ballet Nacional Clásico zu einer gemeinsamen Organisation vereint. Als Leiterin wurde María de Ávila berufen. Diese ehemalige Primaballerina des Liceo de Barcelona setzte die Schwerpunkte auf den regionalen Tanz und die Ausprägungen der Escuela bolera. So entstanden 1984 vier Choreografien:
- Danza y tronío nach der Choreografie von Mariemma zur Musik von Antonio Soler, Antón García Abril und Luigi Boccherini wurde eines der Paradestücke des Nationalballetts.
- In Ritmos streute der Choreograf Alberto Lorca zur Musik von José Nieto Anklänge an den Jazz in die spanischen Tänze ein.
- Die Choreografen José Granero und Miguel Narros schufen zu Musik von Manolo Sanlúcar mit Medea eines der wichtigsten Werke des Flamenco-Tanzes.
- Solo bestand aus einer Choreografie von Victoria Eugenia zu Musik von Adela Mascaraque, verbunden mit einigen Alegrías, Farrucas und Bulerías.

Im selben Jahr brachte das Ballet Nacional noch eine Neuinszenierung des Zapateado von Pablo Sarasate auf die Bühne.
1985 entstanden:
- Seis sonatas para la reina von Domenico Scarlatti, choreografiert von Ángel Pericet;
- Doña Francisquita von Amadeo Vives, choreografiert von Alberto Lorca;
- Laberinto von Xavier Montsalvatge;
- Alborada del gracioso aus Miroirs von Maurice Ravel, choreografiert von José Granero.

1986 brachte José Antonio Con mi soledad von Carlos Santos und Castilla von Isaac Albéniz auf die Bühne. Im selben Jahr trat er als stellvertretender Direktor dem Ballett bei. In dieser Funktion inszenierte er Flamenco, eine Darbietung mit Caracoles von Martín Vargas, einer Soleá von Merche Esmeralda, einer Rondeña von Felipe Sánchez und einigen Romeras und einem Martinete von José Antonio selbst.
Die Erfolge jener Jahre wurden getrübt durch einen Konflikt zwischen María de Ávila und dem Ensemble des Ballet Clásico. Er manifestierte sich ab dem Frühjahr 1985 und kulminierte im April 1986: Bei der Galavorstellung der Expomúsica im Teatro Monumental in Madrid tauchte ein Plakat auf, in dem María de Ávila „Verrat am Tanz“ («traición a la danza») vorgeworfen wurde. Anfang September 1986 trat sie von ihrem Posten als Direktorin zurück.

### Trennung und Neubeginn
Mit dem Jahresbeginn 1987 gingen das Ballet Nacional und das Ballet Clásico wieder getrennte Wege. Das Ballet Nacional nannte sich ab nun Ballet Nacional de España. Sein neuer Direktor wurde José Antonio. Juan Quintero, Antonio Márquez, Antonio Canales und Joaquín Cortés traten der Kompanie bei – vier Männer, die sich später einen Namen als Flamenco-Tänzer machen sollten.
José Antonio leitete das Ballet Nacional bis 1992. In jenen Jahren schuf er eine Reihe bemerkenswerter Choreografien:
- El sombrero de tres picos, Soleá por bulería und La vida breve nach Manuel de Falla;
- Zarabanda, Don Juan und Romance de luna nach José Nieto;
- Fandango de Soler nach Claudio Prieto;
- Soleá nach Manolo Sanlúcar.

Andere namhafte Choreografen schufen weitere Stücke für das Ballett:
- Felipe Sánchez brachte Los Tarantos zu Musik von Paco de Lucía und Homenaje zu Musik von José Nieto auf die Bühne.
- José Granero schuf eine Choreografie zum Boléro von Maurice Ravel.
- Victoria Eugenia choreografierte Chacona zu Musik von José Nieto.

1988 wurde das Ballet Nacional in New York von der Asociación de Cronistas de Espectáculos de Nueva York mit dem Preis für die beste Darbietung des Jahres des Jahres ausgezeichnet.

### Das Drei-Frauen-Direktorium
Von 1993 bis 1998 übernahmen drei Frauen gemeinsam die Leitung des Balletts: Aurora Pons, Victoria Eugenia und Nana Lorca. Aurora Pons stand für die klassische Richtung, Victoria Eugenia für den zeitgenössischen spanischen Tanz, und Nana Lorca stand für die Fortführung des Werkes ein, das José Antonio begonnen hatte. Alle drei teilten die Leidenschaft für den Flamenco. So war eine der ersten gemeinsamen Entscheidungen, Antonio Márquez und Joaquín Cortés wieder ins Ensemble aufzunehmen; beide inzwischen hoch angesehene Flamenco-Tänzer.
Eine weitere Entscheidung war, jeweils zwei Mitglieder der Kompanie ihre eigenen Choreografien aufführen zu lassen:
- So entstanden Choreografien von Adoración Carpio zu Alegrías und von Currillo zu Bulerías, zu einem Taranto und einer Bambera.
- Mila de Vargas choreografierte ebenfalls einige Alegrías. Gemeinsam mit Currillo entwickelte sie A ritmo de compás zu Musik von José María Bandera und José Carlos Gómez.
- Lola Greco choreografierte und tanzte Antar zu Musik von Nikolai Rimski-Korsakow.

Victoria Eugenia selbst steuerte die Choreografien La oración del Torero nach Joaquín Turina, A mi aire nach Enrique Granados und Ernesto Halffter, und Goyescas bei. Auch José Antonio blieb mit mehreren Choreografien dem Ballett verbunden. Als weitere Choreografen arbeiteten José Granero, Ciro, Manolo Marín mit dem Ballet Nacional. Pedro Azorín und Juanjo Linares schufen mit Romance eine Gesamtschau regionaler Tänze aus Katalonien, Valencia, Kastilien-La Mancha, Ávila, Burgos, Salamanca, Galicien, Asturien, Kantabrien, Aragón und dem Baskenland.  Den Schlusspunkt seiner Arbeit setzte das Dreigestirn Pons-Eugenia-Lorca mit der Choreografie Grito von Antonio Canales, zu Musik von José María Bandera, José Carlos Gómez und José Jiménez el Viejín.

### Neue Ideen – und neue Konflikte
Nachfolgerin des „Triumfeminats“ wurde eine Tänzerin der Kompanie, Aída Gómez. Sie war die jüngste Person, die jemals das Ballet Nacional leitete. Sie setzte sich das Ziel, mit jungen Choreografen neue Formen und Visionen des Tanzes für ein neues Publikum auf die Bühne zu bringen. So kamen im Februar 1998 Luz de Alma von Javier Latorre sowie Soleá por bulerías und Mensaje von Eva Yerbabuena im New York City Center zur Aufführung.
Unter ihrem Direktorat entstanden bis 2000:
- Poeta, choreografiert von Javier Latorre;
- Oripando, ein Gemeinschaftswerk von Vicente Amigo, Isabel Bayón, Currillo, Adrián Galie und Israel Galván zu Musik von Pedro Ontiveros;
- A ciegas, Soledad und Mirabrazo, zu volkstümlicher Musik choreografiert von Antonio Canales;
- Neireidas zu Musik von Javier Paxariño, choreografiert von Antonio Najarro;
- La Celestina, choreografiert von Fernando de Rojas zu Musik von Carmelo Bernaola;
- Sie selbst choreografierte Silencio rasgado nach Jorge Pardo und Sevilla nach Isaac Albéniz und führte Regie in Semblanzas nach Dorantes.

Herausragende moderne Interpretationen klassischer Themen lieferten José Antonio mit seiner Interpretation von Georges Bizets Carmen und José Graneros Estamos solos zu Musik von Maurice Ravel.
Aída Gómez fühlte sich tief der ernsten Tradition des Flamencos verpflichtet:

«Yo me muevo siempre en el mundo del flamenco. Para mí el flamenco es un mundo mágico, es una forma de vida diferente. … Me fascina la guitarra, ir a los locales de ambiente flamenco … todo el mundo del flamenco.»

„Ich bewege mich stets in der Welt des Flamencos. Für mich ist der Flamenco eine magische Welt, eine andere Art zu leben. Mich fasziniert die Gitarre, die Orte mit dem Ambiente des Flamencos … die ganze Welt des Flamencos.“

Ihr Ensemble verstärkte sie durch Lola Greco als Gast-Tänzerin.
Trotz dieser vielversprechenden Ansätze regte sich im Jahr Ensemble Widerstand gegen ihre Führung, der nach und nach zu lautstarken Protesten anschwoll. Schließlich konnte sie nicht mehr auf ihrem Posten gehalten werden und wurde im Februar 2001 entlassen.

### Jüngere Entwicklung

#### Elvira Andres
Aída Gómez‘ Nachfolgerin wurde Elvira Andrés, die unter dem Direktorat von Antonio Gades Tänzerin am Ballet Nacional gewesen war. Sie begann ihre Amtszeit mit zwei Paradestücken: Der Erstaufführung von Fuenteovejuna von Antonio Gades zu Musik von Antonio Solera, Antón García Abril und Modest Mussorgsky und der Neuinszenierung von Concierto de Aranjuez von Joaquín Rodrigo in der choreografischen Fassung von Pilar López.
Einerseits setzte sie auf große Namen:
- Manolete setzte Entreverao zur Musik von José Luis Montón in Szene
- María Pagés inszenierte Ilusiones F. M. zu Musik von Manuel Soler, Rubén Lebaniegos, Gustave Charpentier, Maurice Ravel und Louis Armstrong.
- Antonio Canales inszenierte Taranto: ni contigo ni sin ti zu Musik vom José Jiménez el Viejin.

Andererseits gab Elvira Andrés, wie ihre Vorgängerin, auch jungen Choreografen Raum zur Entfaltung:
- Mayte Bajo inszenierte De azabache y plata zu Musik von Javier Coble.
- Florencio Campo und Teresa Nieto choreografierten gemeinsam Mareas zu Musik von Ramón Jiménez, Gabriel Fauré und Enric Casals.
- Joaquín Grilo inszenierte mit Tiempo eine Choreografie auf Grundlage der populären Tanzformen Tango, Jaleo und Fandango.

Sie selbst choreografierte:
- Mujeres zu Musik von Emilio de Diego und Víctor Manuel Martín;
- eine Neuinszenierung von Estampío zu Musik von Ángel Montellano, Jonathan Bermúdez und Enrique Bermúdez;
- Colores zu Musik von Luis Bedmayr.

Ihr Direktorat beschloss sie im September 2004 mit der Inszenierung von El Loco von Javier Latorre im Teatro Real de Madrid. Das Stück erzählt die Geschichte von Félix Fernández, einem angesehenen Flamenco-Tänzer in den andalusischen Tablaos. Er wurde von Sergie Djagilew entdeckt und für dessen Ballets russes engagiert, kam jedoch nur bei den Proben und nicht bei den Aufführungen zum Einsatz. In der Einsamkeit der fremden Stadt London, wo er die Landessprache nicht beherrschte, verfiel er dem Wahnsinn und verbrachte den Rest seines Lebens im Sanatorium.
Ihr Nachfolger wurde José Antonio, der aufgrund seiner Arbeit schon lange mit dem Ballett verbunden war.

#### José Antonio
José Antonio setzte eigene Choreografien erneut in Szene; einige davon hatte er für das Ballet Nacional geschaffen, wie Aires de la Corte; andere stammten aus seiner Arbeit bei der Compañía Andaluza de Danza, beispielsweise Golpes de la vida, Elegía-Homenaje a Antonio Soler, La leyenda und Café de Chinitas. Andere Choreografen inszenierten in seinem Auftrag:
- Antonio Canales inszenierte gemeinsam mit Ángel Rojas und Carlos Rodríguez Cambalache; zu Musik von Livio Gianola, Diego Losada und von Antonio Canales selbst.
- Ángel Rojas und Carlos Rodríguez choreografierten gemeinsam Dualia zu Musik von José Nieto.
- Fernando Romero choreografierte Caprichos zu Musik von Juan Manuel Cañizares und Juan José Amador.

Letzteren berief José Antonio als Ballettmeister und Direktionsassistenten an das Ballet Nacional. Als Meistertänzerinnen und -Tänzer berief er Ana Mova, Elena Algado und Miguel Ángel Corbacho.
Im Oktober 2007 kam es erneut zu einer Krise zwischen dem Ballett und seinem Direktor. Mitglieder der Kompanie warfen José Antonio despotisches Verhalten bis hin zum Mobbing vor. Außerdem seien sie zu einer überraschenden Nackt-Probe genötigt worden; diese sei nur vorgeblich freiwillig gewesen. Bei jeder anderen seriösen Kompanie würden solche Proben zuvor angekündigt, sodass die Tänzerinnen und Tänzer sich vorher überlegen könnten, ob sie daran teilnehmen wollten. Bei der Probe habe er eine Tänzerin, die mit nacktem Oberkörper vor ihm stand, zwischen den Beinen und an der Brust berührt und zu ihr gesagt: „Spüre die Wollust“. Die Gewerkschaftsorganisationen CC OO und UGT forderten seine Entlassung. Eine Untersuchung der vorgesetzten Behörde INAEM kam zu der Bewertung, José Antonio habe sich professionell verhalten und sich keiner Übergriffe schuldig gemacht.

#### Antonio Najarro
Im September 2011 übernahm Antonio Najarro die Leitung des Ballet Nacional. Er begann seine Amtszeit mit zwei Inszenierungen im klassischen Bolero-Stil am Teatro de la Zarzuela:
- Ángeles caídos unter der künstlerischen Leitung von Hansel Cereza, mit Choreografien von Javier Latorre, Olga Pericet, Rocío Molina, Rafaela Carrasco, Manuel Liñán und Rubén Olmo; zu Musik von Salvador Niebla und Joan Albert Amargós.
- Suite Sevilla, choreografiert von Antonio Najarro selbst, zu Musik von Rafael Riqueni, Miguel Rivera und Diego Losada.

Im Herbst 2012 trat das Ballet Nacional bei der Flamenco-Biennale von Sevilla mit einer Doppelinszenierung auf: Es zeigte erneut die Suite Sevila sowie das Werk Medea des 2006 verstorbenen Choreografen José Granero zu Musik von Manolo Sanlúcar.
Gefeiert und umstritten war 2013 die Aufführung Sorolla. Sie widmete sich der traditionellen spanischen Folklore. Unter der Regie von Franco Dragone wurden Choreografien von Arantxa Carmona, Miguel Fuentes, Manuel Liñán und Antonio Najarro zu Musik von Juan José Colomer gezeigt. Der Kritiker Julio Bravo von ABC.es nannte die Inszenierung ein „Beispiel dessen, was das Ballet Nacional sein muss: Balance zwischen Tradition und Moderne, künstlerischer Ehrgeiz auch in Zeiten der Krise, Offenheit für neue Choreografen und Ernsthaftigkeit und Engagement in der Arbeit.“ Weniger positiv urteilte Roger Salas von El País: Das Stück sei ein „unverantwortliches Desaster“, eine gescheiterte Produktion, gewollt und nicht gekonnt, die mit den Chören und Tänzen der Vergangenheit nicht verglichen werden könne. Gleichwohl wurde das Stück ein Erfolg, und zwei Jahre später urteilte Carmen del Val, ebenfalls für El País, wesentlich wohlwollender über die Hommage an den impressionistischen Maler Joaquín Sorolla.
2014 kam es zu einem Arbeitskampf zwischen der vorgesetzten Behörde INAEM auf der einen Seite und den Ensembles des Ballet Nacional und des Ballet Clásico auf der anderen Seite. Die INAEM weigerte sich, den Mitwirkenden mehr als 60 Überstunden pro Jahr auszuzahlen, und verlangte, dass stattdessen Freizeitausgleich genommen werden müsse. Beide Kompanien sagten daraufhin einen Teil ihrer Tourneeauftritte ab.
Die Doppelinszenierung Alento und Zaguán fand 2015 geteilte Aufnahme. Während Julia Martín von El Mundo begeistert war von einem „Geschenk aus Emotion, Eleganz und Substanz, das die Nacht bereichert“, verriss wiederum Roger Salas die Aufführung als „erratisch, konfus und egozentrisch“. Gleichwohl gab es 2017 eine Neuinszenierung – zum erneuten Missfallen des Kritikers Roger Salas. Mit der großen Produktion Homenaje a Antonio Ruiz Soler ehrte das Ballett 2017 seinen im Jahr zuvor verstorbenen früheren Direktor.
In jüngster Vergangenheit widmete sich das Ballet Nacional der Arbeit mit Behinderten. Im November 2016 wurden Jugendliche mit Down-Syndrom zum gemeinsamen Tanz mit den Tänzerinnen und Tänzern der Kompanie eingeladen. Zum internationalen Tag der Parkinson-Krankheit im April 2017 gab es eine Tanzklasse mit Parkinson-Patienten.
Sein vierzigjähriges Jubiläum feierte das Ballet Nacional 2018 mit einer Tournee nach Nord- und Südamerika. Ein Teil des Programms konzentriert sich auf avantgardistische Tanzformen. Mit Vorführungen in Schulen versucht Antonio Najarro, junges Publikum an das Ballett heranzuführen. Seinen Worten zufolge mit großem Erfolg:

“Tenemos un programa pedagógico, con visitas de colegios, que está dando grandísimos resultados. Es increíble ver las caras de los chavales cuando ven un ensayo en directo.”

„Wir haben ein pädagogisches Programm mit Besuchen von Schulen, das großartige Ergebnisse bringt. Es ist unglaublich, die Gesichter der Kinder zu sehen, wenn sie einer Probe live zusehen.“

Zum Ende des Jubiläumsjahres 2008 erwies Königin Letizia mit ihren Töchtern dem Ballett einen Ehrenbesuch.
Die Ära Najarro endete im September 2019. Als neuer Direktor des Ballet Nacional wurde Rubén Olmo unter Vertrag genommen.

#### Rubén Olmo
Rubén Olmos Amtszeit begann im September 2019 mit einem Eklat: Die Tänzerin María Fernández war sieben Jahre lang jeweils für ein Jahr befristet angestellt worden. Als sie nun schwanger war, bekam sie aufgrund einer Entscheidung der vorgesetzten Behörde INAEM keinen Neuvertrag. In einem ähnlich gelagerten Fall entschied das oberste spanische Gericht im Februar 2020, dass die Kündigung rechtswidrig gewesen sei und der Tänzerin ein unbefristeter Arbeitsvertrag zustehe. Dieser Fall stammte allerdings aus dem Jahre 2012. Im Jahr 2018 hatte der Ministerrat ein Dekret erlassen, dass die damalige Rechtslage aufhob und der INAEM gestattete, befristete Verträge mit Tänzern auch mit einer Laufzeit von mehr als drei Jahren abzuschließen. Im Februar 2020 entschied jedoch der oberste spanische Gerichtshof, dass der Tänzerin ein unbefristeter Arbeitsvertrag zustehe.
Unter Ruben Olmos Direktorat verstärkte das Ballet Nacional seine pädagogischen Aktivitäten. Dies umfasste häufigere Besuche von Schulklassen und Gruppen bei der Kompanie, Workshops in Schulen sowie die Produktion von Medien und didaktischen Büchern, die an die Bedürfnisse von Kindern und Jugendlichen angepasst sind.
Als erste große eigene Choreografie seiner Amtszeit entwickelte er La Bella Otero, eine Hommage an Carmen Otero Iglesias, Tänzerin, Schauspielerin und Kurtisane, und legendäre erotische Projektionsfigur des späten 19. Jahrhunderts. Bei der Kritik stieß die Produktion auf zwiespältige Aufnahme, trotz ansehnlicher Leistung der Hauptdarstellerin Patricia Guerrero.
Im April 2021 inszenierte er in Sevilla eine Hommage an den vor 100 Jahren geborenen Antonio Ruiz Soler. Ende 2021 brachte er Invocación auf die Bühne. Das Stück, eine Hommage an Mario Maya, spannt einen Bogen von der Escuela Bolera bis zum Flamenco und zum artifiziellen zeitgenössischen Tanz. Im Zuge der Corona-Epidemie wurden an zahlreichen spanischen Theatern technische Angestellte entlassen. Infolgedessen kam es zu einem Streik, so dass damit gerechnet wird, dass Aufführungen ausfallen (Stand Dezember 2021).
Im Dezember 2022 brachte Rubén Olmo eine Neuinszenierung von Javier Latorres El loco auf die Bühne des Teatro de la Zarzuela. Er selbst, Ruben Olmo, trat darin in der Rolle von Sergei Djagilew auf. Zum 45-jährigen Jubiläum gab das Ballett im Dezember 2023 eine Galavorstellung, die allerdings von Teilen der Kritik als missglückt bezeichnet wurde. Die Produktion Afanador, eine Hommage an den bolivianischen Fotografen Ruvén Afanador, in Szene gesetzt von Marcos Morau, fand ebenfalls zwiespältige Aufnahme bei der Kritik. Während die herausragende Qualität der tänzerischen Darbietung auf Lob stieß, wurde die Länge der Vorstellung, die verwirrende Komplexität und der übertriebene Aufwand der Inszenierung kritisiert.

## Auszeichnungen (Auswahl)
- 1991 Preis der japanischen Kritik[66]
- 1994 Preis der mexikanischen Kritik für die beste Darbietung[66]
- 1998 Preis der Kritik für die beste ausländische Darbietung in der Metropolitan Opera von New York[66]
- 1999 Preis der Zeitung El País für die Vorstellung Poeta[66]
- 2002 Publikumspreis und Preis der Kritik für die Choreografie Fuenteovejuna von Antonio Gades beim Festival von Jerez[33]
- 2008, 2010 und 2012 Publikumspreis Premio Teatro de Rojas de Toledo für die beste Tanzdarbietung[33]
- 2010 Premio Extraordinario a las Artes Escénicas des Festival Internacional del Cante de las Minas für die Darbietung des besten Flamenco[33]